# Marlon Boons
Marlon Boons (Eindhoven, 30 juli 1981) is een voormalig Nederlands vechtsporter die vooral judo en sambo beoefende.

## Judoloopbaan
Boons behaalde driemaal een Nederlandse kampioenschapstitel. Als junior nam hij deel aan de Duitse open kampioenschappen waar hij brons won. Tijdens de Europese Kampioenschappen van 2000 in Cyprus behaalde hij de vijfde plaats in de klasse onder 60 kilo bij de junioren. Hij nam deel aan de Europese kampioenschappen in Parijs in 2001 en eenmaal aan het wereldkampioenschap in Duitsland in 2001. Hij kwam uit in de gewichtsklasse onder 60 kilogram en tweemaal in de gewichtsklasse onder 66 kilogram.

## Coaching
Van 2006 tot 2008 was hij samen met Rob Goris werkzaam als bondscoach van het visueel beperkte judoteam. Hier behaalden zij een bronzen medaille op het wereldkampioenschap in Brazilië.

## Vechtsport
In 2018 deed Boons nog als vechtsporter mee aan het Europees kampioenschap sambo in Griekenland en in datzelfde jaar was hij ook deelnemer aan het Wereldkampioenschap in Roemenië.

## Persoonlijk
Na zijn sportloopbaan werd Boons sportcreatief therapeut in het speciaal onderwijs. Hier gaf hij les aan kinderen met onder andere autisme, Gilles de la Tourette en ADHD. Hierna ging hij werken als fitnessinstructeur in zijn eigen sportschool.